# Bệnh tâm phế
Bệnh tim do phổi hay còn gọi là bệnh tâm phế là sự giãn, phì đại, và suy tâm thất phải đáp ứng với sự tăng kháng lực thành mạch hoặc huyết áp ở phổi (tăng áp phổi).
Bệnh tâm phế mạn thường dẫn đến phì đại thất phải (RVH), trong khi bệnh tâm phế cấp thường dẫn tới giãn mạch máu.
Phì đại trong bệnh tâm phế là kết quả của đáp ứng thích nghi nhằm vào sự tăng áp lực thường xuyên ở phổi. Các tế bào cơ riêng lẻ sẽ phát triển tăng kích thước và thay đổi để tăng lực bóp cần để đẩy máu ra khỏi tâm thất phải chống lại kháng lực tăng ở mạch máu phổi.
Sự giãn thành tâm thất trong bệnh tâm phế là nhằm đáp ứng lại sự tăng áp lực mạch máu phổi cấp.
Sự giãn và phì đại thành tâm thất được xếp vào bệnh tâm phế khi nguyên nhân gây ra xuất phát từ vòng tuần hoàn phổi. Hai nguyên nhân chính là sự biến đổi mạch máu do kết quả tổn thương mô (ví dụ bệnh hạ oxy huyết, các tác nhân hóa học, vân vân.), và sự co mạch máu phổi do thiếu oxy. Sự phì đại thất phải do tổn thương toàn thân không được xếp loại vào bệnh tâm phế.
Khi bệnh nhân không được chữa trị kịp thời, bệnh tâm phế có thể dẫn đến suy thất phải và tử vong.

## Tổng quan
Tim và phổi có mối liên hệ phức tạp với nhau. Bất cứ khi nào tim bị tác động bởi bệnh tật, phổi sẽ chịu tác động theo sau và ngược lại. Bệnh tim phổi được định nghĩa là trường hợp khi bệnh lý ở phổi dẫn đến bệnh lý ở tim.
Tim có hai buồng bơm. Tâm thất trái có nhiệm vụ bơm máu đi khắp cơ thể. Trong khi tam thất phải bơm máu đến phổi để trao đổi khí oxy rồi sau đó trở về tâm tim trái cung cấp cho cơ thể. Trong trường hợp bình thường, tim phải bơm máu đến phổi mà không gặp phải kháng lực. Hai lá phổi thường xuyên có một áp lực thấp và tim phải dễ dàng bơm máu đến phổi
Tuy nhiên khi bệnh ở phổi hiện diện, như khí phế thũng, bệnh phổi tắc nghẽn mạn tính (COPD) hay cao huyết áp phổi- các mạch máu nhỏ trở nên thô cứng và kém đàn hồi. Tâm thất phải cũng không còn khản năng bơm máu đến phổi. Trong trường hợp này đã xuất hiện bệnh tim phổi. Bệnh tim phổi cũng được biết đến như là suy tim phải hay bệnh tâm phế. Nguyên nhân chính của suy tim phải là tăng áp lực mạch máu trong phổi (động mạch phổi).

## Sinh lý bệnh
Có vài cơ chế dẫn đến tăng áp ở phổi và bệnh tâm phế:
- Co mạch máu phổi;
- Biến đổi giải phẫu ở hệ mạch máu;
- Tăng độ nhớt của máu;
- Tăng áp phổi nguyên phát hay thứ phát.

## Nguyên nhân
- Cấp:
  - Nghẽn mạch phổi
  - Hội chứng kiệt hô hấp cấp tính (sốc phổi)
- Mạn:
  - Bệnh phổi tắc nghẽn mạn tính
  - Tăng áp phổi tiên phát
  - Hen suyễn mạn tính không kiểm soát
  - Mất nhiều mô phổi sau phẫu thuật hay chấn thương
  - Hội chứng Pierre Robin
  - Bệnh bụi phổi giai đoạn cuối
  - Sarcoidosis
  - Sai khớp cột sống T1 đến T4
  - Bệnh ngưng thở lúc ngủ
  - Loạn sản tế bào phế quản (ở trẻ sơ sinh)

## Triệu chứng
Các triệu chứng bệnh tim phổi tùy thuộc vào giai đoạn tiến triển của bệnh. Trong giai đoạn sớm, bệnh nhân có thể không xuất hiện triệu chứng nhưng khi bệnh tiến triển, trong phần lớn trường hợp sẽ xuất hiện các triệu chứng sau:
- Khó thở khi gắng sức nhưng có thể xảy ra ngảy khi nghỉ ngơi.
- Khò khè.
- Ho liên tục có đờm.
- Tích tụ dịch trong khoang bụng (báng bụng).
- Tích tụ dịch ở mắt cá và bàn chân (phù bàn đạp).
- Cổ và tĩnh mạch mặt nổi phồng.
- Gan to.
- Da mặt xanh xao.
- Xuất hiện các tiếng tim bất thường.

## Chẩn đoán
Trong nhiều trường hợp, việc chẩn đoán bệnh tim phổi không hề dễ dàng do bệnh ở tim và phổi thường gây ra triệu chứng tương tự. Phần lớn bệnh nhân trải qua các xét nghiệm ECG, X quang ngực, siêu âm tim, CT scan ngực và thông tim. Trong một cuộc thông tim, một ống nhỏ đàn hồi được đặt từ háng và nhờ tia X dẫn đường qua hình ảnh chụp tim. Ngoài ra kỹ thuật này cho phép đo áp lực trong phổi và tim cung cấp thông tin giúp cho việc chẩn đoán.

## Dịch tễ học
Đa số các trường hợp mắc bệnh là phụ nữ có độ tuổi ít hơn 65. Trẻ sơ sinh mắc bệnh tim bẩm sinh (đặc biệt là có lỗ bên trong tim như thông liên thất) có nguy cơ mắc bệnh động mạch phổi. Ở những trẻ này nếu được phát hiện và điều trị sớm sẽ có kết quả tiên lượng tốt. Trong khi bệnh tim phổi là một bệnh nặng, nhưng lại ít phổ biến hơn bệnh động mạch vành

## Điều trị
Loại trừ nguyên nhân gây bệnh là biện pháp can thiệp quan trọng nhất. Các thuốc lợi tiểu dùng trong giãn thất phải và trong nghẽn mạch phổi, việc làm tan cục máu đông được chỉ định bởi các nhà chức trách nếu có sự mất chức năng của tâm thất trái bằng các chất chống đông. Trong tắc nghẽn phổi mạn tính, liệu pháp oxy lâu dài có thể cải thiện bệnh tâm phế.
Bệnh tâm phế có thể dẫn tới suy tim ứ huyết, với tình trạng hô hấp ngày một trở nên kém đi do phù phổi cấp, nở to chân do phù ngoại biên và đau do to gan xung huyết. Tình trạng này cần phải dùng thuốc lợi tiểu (để giảm áp lực lên tim), thỉnh thoảng là nitrat (để cải thiện dòng máu), các thụ thể phosphodiesterase như sildenafil hay tadalafil và hiếm gặp hơn là inotrope (để cải thiện độ co giãn của tim). Suy tim ứ huyết là một negative dấu hiệu tiên lượng xấu trong bệnh tâm phế.
Oxy thường được dùng để giải quyết tình trạng khó thở. Vì khí oxy vào phổi giúp làm chùng các mạch máu và giải tỏa áp lực lên thất phải. Khi bệnh nhân bị khò khè, đa số họ cần dùng tới thuốc giãn phế quản. Một loạt các loại thuốc đã được phát triển nhằm giúp làm giảm tình trạng co của các mạch máu ở phổi. Các thuốc khóa kênh calci cũng được dùng nhưng chỉ có tác dụng trong vài trường hợp. Các biện pháp can thiệp mới cần thông qua con đường hít hoặc tĩnh mạch bao gồm các dẫn xuất prostacyclin.
Tất cả bệnh nhân mắc bệnh tim phổi đều được chỉ định sử dụng duy trì thuốc chống đông nhằm ngăn sự hình thành cục máu đông.
Nếu tất cả phương pháp chữa trị đều thất bại, việc cấy ghép nên cần được cân nhắc. Tuy nhiên, nếu cả phổi cũng bị tổn thương, cả phổi và tim đều cần được cấy ghép. Với việc thiếu số người hiến tặng, phương pháp này chỉ được thực hiện mỗi năm 10-15 lần ở Bắc Mỹ.